# Thelecytharella
Thelecytharella is een geslacht van weekdieren uit de klasse van de Gastropoda (slakken).

## Soorten
- Thelecytharella carnicolor (Hervier, 1896)
- Thelecytharella crokerensis (Shuto, 1983)
- Thelecytharella kagoshimaensis (Shuto, 1965) †
- Thelecytharella kecil Sysoev, 1997
- Thelecytharella kwandangensis (Schepman, 1913)
- Thelecytharella metuloides Kilburn, 1995
- Thelecytharella mitra (Kilburn, 1986)
- Thelecytharella oneili (Barnard, 1958)
- Thelecytharella oyamai (Shuto, 1965) †
- Thelecytharella timorensis (Schepman, 1913)
- Thelecytharella vitrea (Reeve, 1845)